# 中国驻新西兰大使馆
中华人民共和国驻新西兰大使馆（英語：Embassy of the People's Republic of China in New Zealand），简称中国驻新西兰大使馆，是中华人民共和国驻新西兰的外交代表机构。

## 机构设置
中国驻新西兰大使馆设置下列机构：
- 政治处
- 领事侨务处
- 文化组
- 科技组
- 经商处
- 教育组